# Zinkgruvanita
La zinkgruvanita és un mineral de la classe dels silicats que pertany al grup de l'ericssonita. Rep el nom de la mina de Zinkgruvan, a Suècia, la seva localitat tipus.

## Característiques
La zinkgruvanita és un silicat de fórmula química Ba₄Mn²⁺₄Fe³⁺₂(Si₂O₇)₂(SO₄)₂O₂(OH)₂. Es tracta d'una espècie aprovada per l'Associació Mineralògica Internacional, i publicada per primera vegada el 2021. Cristal·litza en el sistema triclínic. La seva duresa a l'escala de Mohs és 4,5.
L'exemplar que va servir per a determinar l'espècie, el que es coneix com a material tipus, es troba conservat a les col·leccions mineralògiques del Museu Suec d'Història Natural, situat a Estocolm (Suècia), amb el número de col·lecció: 20170502.

## Formació i jaciments
Va ser descoberta a la mina de Zinkgruvan, a Askersund (Comtat d'Örebro, Suècia), on es troba en forma de cristalls subèdrics a euèdrics, aplanats i allargats, de fins a 4 mm de mida. També ha estat descrita a Brandlscharte, al districte de Zell am See (Salzburg, Àustria). Aquests dos indrets són els únics de tot el planeta on ha estat descrita aquesta espècie mineral.